# Velencei Bizottság
A Velencei Bizottság az Európa Tanács (ET) független alkotmányjogászokból álló tanácsadó szerve. 1990-ben jött létre, a közép- és kelet-európai rendszerváltások után, amikor a frissen született demokráciáknak sürgős alkotmányozási tanácsokra volt szükségük. 
A bizottság hivatalos neve angolul European Commission for Democracy through Law (Joggal a Demokráciáért Európai Bizottság), de létrejöttének és évi négy plenáris ülésének színhelye után általában Velencei Bizottságnak nevezik.

## Tagállamai
| Tagállam Társult tag | Megfigyelő Különleges együttműködői státusz |

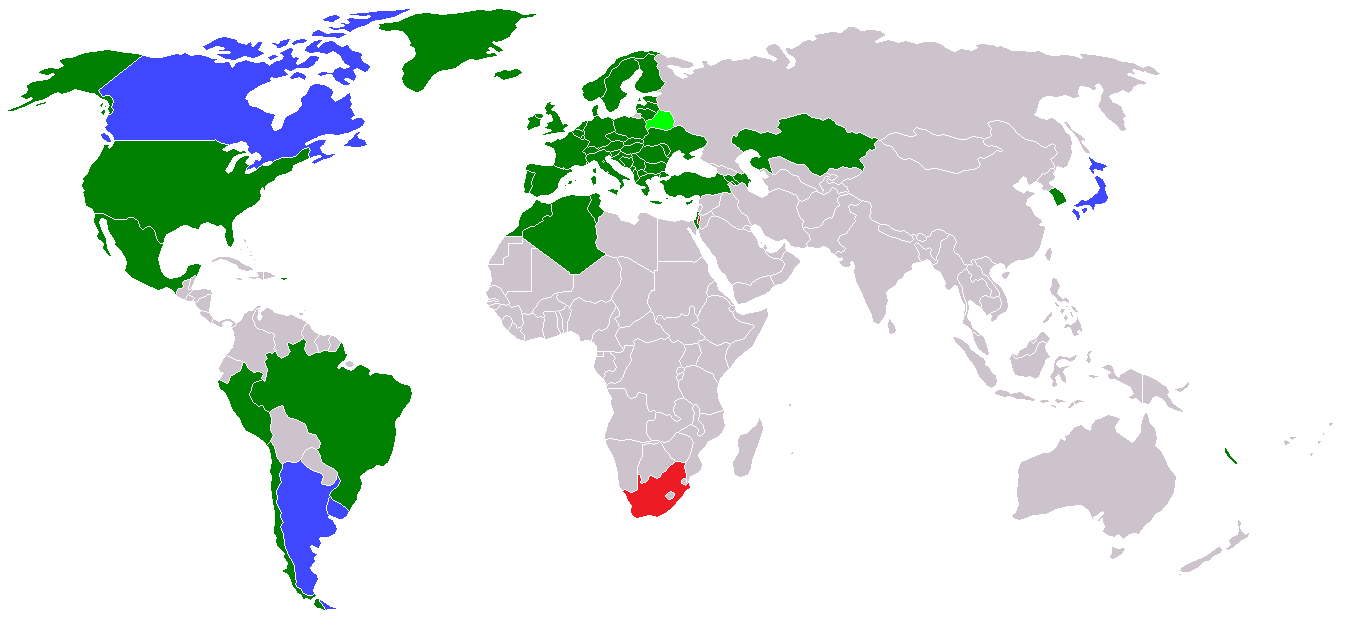

A szervezet 18 taggal indult, majd hamarosan az Európa Tanács összes tagja csatlakozott. 2002 óta Európán kívüli államok is teljes jogú tagjai lehetnek. 2010-ben a Bizottságnak 57 tagállama volt: az Európa Tanács 47 tagja, Kirgizisztán 2004 óta, Chile 2005 óta, a Koreai Köztársaság 2006 óta, Marokkó és Algéria 2007 óta, Izrael 2008 óta, Brazília és Peru 2009 óta és Tunézia valamint Mexikó 2010 óta. Fehéroroszország társult tag, és van még hét megfigyelő is a szervezetben: (Argentína, Kanada, a Vatikán, Japán, Kazahsztán, az Egyesült Államok és Uruguay). Az Európai Bizottság, a Palesztin Nemzeti Hatóság és a Dél-afrikai Köztársaság különleges együttműködői státuszban van. Az EU Régiók Bizottsága, az OSCE/ODIHR és a IACL/AIDC (The International Association of Constitutional Law | l'Association Internationale de Droit Constitutionnel) (az alkotmányjog nemzetközi szervezete) is részt vesznek a Velencei Bizottság plenáris ülésein.

## Tagjai
Tagjai személyükben tekintélyes jogászok, akadémikusok, az alkotmányjog és a nemzetközi jog szakértői, a legfelső bíróságok és alkotmánybíróságok tagjai, parlamenti képviselők. A tagállamok jelölik őket négy évre, de a Bizottságban személyes minőségükben vesznek részt.

### Magyarországról
2012-ben:
- Paczolay Péter, az Alkotmánybíróság elnöke, 2013-tól a Velencei Bizottság tiszteletbeli elnöke
- Trócsányi László (póttag)

2013-tól:
- Varga Zsolt András alkotmánybíró[4]
- Székely László (póttag), ombudsman, majd
- Mázi András (póttag), a magyar Igazságügyminisztérium főosztályvezetője

## Tevékenysége
A Velencei Bizottság fő tevékenysége az alkotmányozási tanácsadás a tagállamok számára, de az alkotmányokhoz közel eső egyéb törvénykezési területekkel – kisebbségi jog, választási jog – is foglalkoznak. Már 1991-ben segítséget nyújtott az első román demokratikus alkotmány megszövegezéséhez. 2012-ben a Bizottság – Martonyi János magyar külügyminiszter kérésére – véleményt fogalmazott meg az új magyar egyházügyi törvénnyel kapcsolatban. A véleménybe számos kritikus elem került.
Véleménykéréseket befogad a szervezet a tagállamoktól és az Európa Tanács szerveitől, vagy más nemzetközi szervezetektől, így az Európai Bizottságtól, amelyek részt vesznek a Bizottság munkájában. 
A Velencei Bizottság ajánlásai nem kötelezők a nemzetközi jog szerint, de a tagállamok általában követik őket. 

### Munkamódszerei
A Bizottság egy-egy konkrét probléma megvizsgálására általában kijelöl egy szűkebb körű rapportőr-csapatot, leginkább tagjai sorából. A rapportőrök megbeszéléseket folytatnak az adott országban, majd megfogalmazzák véleményüket és javaslataikat. Jelentésüket a Velencei Bizottság plenáris ülésen vitatja meg. Elfogadása után az ajánlást átadják a véleményt kérő félnek és azt nyilvánosságra is hozzák.

## Fordítás
- Ez a szócikk részben vagy egészben a Venice Commission című angol Wikipédia-szócikk ezen változatának fordításán alapul.  Az eredeti cikk szerkesztőit annak laptörténete sorolja fel. Ez a jelzés csupán a megfogalmazás eredetét és a szerzői jogokat jelzi, nem szolgál a cikkben szereplő információk forrásmegjelöléseként.